# Aspalatia
Aspalatia, rod crvenih algi u porodici Bangiaceae. Postoje tri priznate vrste

## Vrste
1. Aspalatia andalousica P.González
2. Aspalatia crassior Ercegovic - tipična
3. Aspalatia tenuior Ercegovic